# Longá (ort i Grekland, Thessalien)
Longá är en ort i Grekland.   Den ligger i prefekturen Trikala och regionen Thessalien, i den centrala delen av landet, 250 km nordväst om huvudstaden Aten. Longá ligger 999 meter över havet och antalet invånare är 247.
Terrängen runt Longá är kuperad åt nordväst, men åt sydost är den bergig. Runt Longá är det glesbefolkat, med 14 invånare per kvadratkilometer. Närmaste större samhälle är Verdikoússa, 6,7 km öster om Longá. Omgivningarna runt Longá är en mosaik av jordbruksmark och naturlig växtlighet.